# Strukturelle Familientherapie
Die Strukturelle Familientherapie ist ein Zweig der systemischen Familientherapie. Familientherapie betrachtet die Familie als ein System, bestehend aus den Eltern (Vater und Mutter) und den in der Familie lebenden Kindern und den Wechselwirkungen zwischen den Beteiligten. Besondere Bedeutung in der strukturellen Familientherapie haben Strukturen (Generationen, also z. B. Eltern und Kinder) und Grenzen (z. B. zwischen den Generationen). Hauptsächlicher Vertreter der strukturellen Familientherapie ist Salvador Minuchin.

## Der „identifizierte Patient“
Meist bezeichnet die Familie eines ihrer Mitglieder als „das Problem“. Dessen Symptom hat aber häufig eine bedeutende und stabilisierende Funktion im Beziehungsgefüge der Familie und wird deswegen von dieser gezielt unterstützt und aufrechterhalten. Würde es wegfallen, dann könnte die dahinter liegende Problematik aufbrechen.

## Strukturen und Grenzen
Die Eltern bilden als Paar ein wichtiges Struktur-Element. Gemeinsam haben sie die Erziehung ihrer Kinder zu leisten. Dazu müssen sie sich über die Ziele und ein gemeinsames Vorgehen einigen. Eltern bzw. Kinder bilden im Familiensystem je ein Subsystem. Zwischen den Subsystemen müssen klare Grenzen geschaffen und beachtet werden. Grenzen zwischen Generationen dürfen nicht verwischt werden. Grenzen lassen sich in der Verteilung der Rollen und Aufgaben und in der Kommunikation direkt beobachten. In der Therapie lassen sie sich durch Kommunikation und Übungen verändern und formen, d. h. die Familie wird neu „strukturiert“.

## Ziel
Innerhalb der Familie müssen Strukturen und Grenzen beachtet werden. Wenn Grenzen und Hierarchien unklar gehandhabt werden, gilt es diese in der Therapie wiederherzustellen.